# Momir Petković
Momir Petković, né le 21 juillet 1953 à Subotica, est un lutteur yougoslave, disputant des compétitions de lutte gréco-romaine.

## Biographie
Sacré champion aux Jeux olympiques d'été de 1976 en catégorie des moins de 82 kg, il remporte la médaille d'or aux Jeux méditerranéens de 1975 et la médaille de bronze dans cette catégorie aux Championnats du monde de lutte 1977. Il remporte ensuite trois médailles d'argent en catégorie des moins de 82 kg aux Championnats du monde de 1978, 1979 et 1981 et obtient une médaille d'or aux Jeux méditerranéens de 1979. Il participe aux Jeux olympiques d'été de 1984, terminant quatrième en moins de 82 kg.